# Lục Pháp Hòa
Lục Pháp Hòa (chữ Hán: 陆法和), tự đặt hiệu là Kinh Sơn cư sĩ (chữ Hán: 荆山居士), không rõ năm sinh năm mất, không rõ thân thế. Ông là cư sĩ thờ Phật , tướng lĩnh, tam công nhà Lương, vào thời Nam Bắc triều trong lịch sử Trung Quốc.
Câu chuyện Lịch sử và câu chuyện Truyền kỳ về Lục Pháp Hòa gần như đồng nhất. Lý Bách Dược đặt truyện kể về ông vào phần Liệt Truyện trong Bắc Tề thư, còn Lý Duyên Thọ lại đặt vào phần Cư Sĩ Truyện trong Bắc sử.

## Cuộc đời

### Ở nước Lương

#### Trước loạn Hầu Cảnh
Lục Pháp Hòa ẩn cư nhiều năm ở Bách Lý châu (cù lao), Chi Giang, Giang Lăng, ăn mặc và sinh hoạt không khác một hòa thượng. Già trẻ ở địa phương thấy thần sắc của ông thường hay thay đổi, không thể đoán biết được, ngờ vực cho rằng ông vốn là thần tiên, đồn khắp xa gần. Lục Pháp Hòa từng đến ở sau núi Tử Thạch, huyện Cao An, quận Vấn Dương, Kinh Châu, rồi vô cớ bỏ đi. Không lâu sau, người Man ở trong núi là Văn Đạo Kỳ dấy binh phản Lương, mọi người đều cho rằng ông có tài tiên tri.
Khi Hầu Cảnh hàng Lương, Lục Pháp Hòa đến gặp người Nam Quận là Chu Nguyên Anh, nói: "Bần đạo cùng đàn việt đánh đuổi Hầu Cảnh." Chu nói: "Hầu Cảnh mới vì nước lập công, thầy nói muốn đánh đuổi ông ta, sao vậy?" ông đáp: "Nên làm thì làm thôi!" Về sau Hầu Cảnh vượt Trường Giang, Lục Pháp Hòa đang ở núi Thanh Khê, Chu đến tận nơi hỏi ông: "Hầu Cảnh bây giờ đang vây kinh thành, việc này nên làm sao đây?" ông nói: "Người phàm hái trái, nên đợi lúc nó chín, chứ đừng để nó rụng mất. Đàn việt để Hầu Cảnh rụng mất, còn hỏi làm gì nữa?" Chu vẫn cố hỏi, ông đáp: "Có thể được, có thể không được."

#### Trong loạn Hầu Cảnh
Hầu Cảnh sai Nhiệm Ước đi đánh Tương Đông vương Tiêu Dịch ở Giang Lăng, Lục Pháp Hòa đến xin Tương Đông vương cho mình đi đánh Ước, Tương Đông vương nhận lời, ông bèn triệu tập 800 đệ tử người Man ở Giang Tân, ngày hôm sau thì xuất phát. Tương Đông vương sai Hồ Tăng Hữu lĩnh hơn ngàn người cùng đi. Lục Pháp Hòa sau khi lên chiến hạm, cười lớn nói rằng: "Binh mã quá nhiều rồi!" Giang Lăng vốn có rất nhiều đền miếu thờ thần tiên, từ sau khi Lục Pháp Hòa mang quân lên đường, dân chúng cho rằng thần tiên đều đi theo ông, việc cầu cúng không còn linh nghiệm, nên không đến các đền miếu nữa.
Quân Lương đến hồ Xích Sa, cùng Nhiệm Ước đối trận. Lục Pháp Hòa ngồi trên 1 chiếc thuyền nhỏ, không mặc giáp trụ, thuận dòng mà xuống, cách quân đội của Nhiệm chỉ còn 2 dặm mới trở về. Ông nói với tướng sĩ rằng: "Ta xem quân địch như con rồng đang ngủ mê mệt, không có hành động gì; còn quân ta như con rồng vô cùng linh hoạt, mạnh mẽ, nên lập tức tấn công. Nếu đợi đến ngày mai, cũng chẳng hại gì cho chủ tớ (chúng ta), nhưng không còn địa lợi nữa." Vì thế hạ lệnh nổi lửa đốt những chiếc phảng (một loại thuyền đáy bằng) ở phía trước, nhưng vì ngược gió nên không đẩy đi được. Lục Pháp Hòa bèn vẫy cây quạt lông trắng vài cái, gió tức thì thổi ngược lại. Quân đội của Nhiệm Ước đều cho rằng quân Lương đi trên mặt nước mà đến, nên đâm đầu xuống sông mà chết, toàn quân tan rã. Nhiệm Ước bỏ trốn đi đâu không rõ.
Lục Pháp Hòa nói: "Giờ Ngọ ngày mai sẽ bắt được hắn." Đến giờ mà vẫn chưa bắt được, mọi người hỏi, ông đáp: "Ta khi trước ở bến sông này có thấy một cái sát , nói cho các đàn việt biết, đây tuy là sát, thực ra là cây cọc của giặc, sao các ngươi không xuống dưới mặt nước chỗ cây cọc mà tìm!?" Theo lời ông, quả nhiên thấy Nhiệm Ước đang ôm lấy sát, ngửa đầu lên, chỉ có lỗ mũi ló ra khỏi mặt nước mà hít thở.
Nhiệm Ước bị bắt, xin được chết trước mặt binh sĩ, Lục Pháp Hòa nói: "Đàn việt có phúc tướng, sẽ không phải chết vì việc binh. Mà ngươi lại cùng Tương Đông vương có duyên, tuyệt đối không có chuyện ông ấy để bụng việc cũ. Tương Đông vương về sau còn cần đến đàn việt ra sức rất nhiều." Quả nhiên Tương Đông vương tha chết cho Nhiệm Ước, còn dùng ông ta làm quận thú. Về sau, quân Tây Ngụy vây Giang Lăng, Nhiệm Ước soái binh cứu viện, ra sức chiến đấu.
Lục Pháp Hòa bình định xong Nhiệm Ước, đến Ba Lăng gặp Vương Tăng Biện, nói: "Bần đạo đã cắt đứt 1 cánh tay của Hầu Cảnh, hắn còn làm gì được nữa!? Đàn việt nên lập tức ra tay." Rồi xin trở về. Ông lại nói với Tương Đông vương rằng: "Hầu Cảnh xem như đã bình xong, không còn đáng lo nữa! Giặc đất Thục sắp đến, bần đạo xin đi giữ Vu Hạp (eo Vu) để đợi chúng." Lục Pháp Hòa tổng lĩnh các lộ quân đội lên đường, tự mình chuyển đá đắp đập giữa Trường Giang, 3 ngày sau, nước chảy chia dòng, bèn dùng xích giăng ngang mặt sông.
Vũ Lăng vương Tiêu Kỷ quả nhiên đưa quân vượt sông, phát hiện địa thế của cửa Hạp quá quanh co, tiến thoái lưỡng nan, Vương Lâm và Lục Pháp Hòa thừa thế tấn công, 1 trận tiêu diệt toàn bộ quân địch.

#### Sau loạn Hầu Cảnh
Lương Nguyên đế nhiệm mệnh Lục Pháp Hòa làm Đô đốc, Dĩnh Châu thứ sử, phong làm Giang Thừa huyện công. Lục Pháp Hòa không xưng thần, tấu sớ của ông đều xưng là cư sĩ, về sau lại tự xưng là Tư đồ. Lương Nguyên đế cho rằng công lao của ông rất lớn, nên gia phong làm Tư đồ, còn đô đốc, thứ sử như cũ.
Lục Pháp Hòa có mấy ngàn thủ hạ, đều gọi là đệ tử. Ông ta chỉ dùng Phật pháp để giáo hóa, không dùng hình pháp. Ở nơi chợ búa, không đặt các phép thị thừa, mục tá, không có ngươi chuyên trách thu tiền. Chỉ treo một cái lồng ở trên đường, trên lồng có một cái lỗ, khách buôn và chủ hàng căn cứ vào hàng hóa ít nhiều, tự tính số tiền thuế của mình rồi ném tiền vào trong lồng. Cuối ngày, quan viên phụ trách mở lồng, sắp xếp ngay ngắn vào đưa vào kho.
Lục Pháp Hòa bình thường không nói nhiều, khi có việc thì tranh luận không ai theo kịp, nhưng trong giọng nói của ông có âm hưởng của người Man.
Lục Pháp Hòa giỏi việc chế tạo công cụ đánh thành. Ở Giang Hạ, ông tụ tập 1 lượng lớn chiến thuyền, muốn tập kích Tương Dương, rồi tiến vào Vũ Quan. Lương Nguyên đế sai người đến cấm chỉ việc ấy, Lục Pháp Hòa nói: "Tôi là người cầu Phật, trên không mong chỗ ngồi của Thích Phạm thiên vương , há lại mưu tính vương vị hay sao? Chẳng qua tôi cùng chúa thượng có mối hương hỏa nhân duyên ở chỗ Không vương phật, thấy báo ứng của chủ nhân sắp đến, bèn ra đời mà giúp đỡ. Nay lại bị hoài nghi, thì báo ứng này không thể cứu vãn rồi!"
Sau đó ông cho sắp sửa lương thực, chuẩn bị những cái bánh lớn bằng bột gạo cán mỏng. Khi Tây Ngụy hưng binh nam hạ, Lục Pháp Hòa từ Dĩnh Châu vào Hán Khẩu, muốn đi Giang Lăng, Lương Nguyên đế sai người ngăn lại. Ông trở về Dĩnh Châu, rửa sạch cửa thành, khoác áo trăng vải thô, đội lệch khăn vải, quấn dây thừng quanh hông, ngồi xếp bằng ở trên giường, đến cuối ngày mới cởi ra. Đến khi Lương Nguyên đế thất bại diệt vong, Lục Pháp Hòa mặc lại tang phục, đau đớn khóc lóc, làm lễ cử ai. Về sau có người nhà Lương đến Tây Ngụy, quả nhiên thấy những cái bánh lớn bằng bột gạo cán mỏng.

### Ở nước Tề
Mùa xuân năm Thiên Bảo thứ 6 (555), Thanh Hà vương Cao Nhạc nhà Bắc Tề tiến quân đến Trường Giang, Lục Pháp Hòa soái lĩnh quân dân toàn châu đầu hàng. Bắc Tề Văn Tuyên đế nhiệm mệnh cho ông làm Đại đô đốc 10 châu chư quân sự, Thái úy công, Tây nam đạo Đại hành đài; lại nhiệm mệnh cho Đại đô đốc 5 châu chư quân sự, Kinh Châu thứ sử, An Tương quận công Tống Lị làm Dĩnh Châu thứ sử, quan tước như cũ. Em trai Lị là Bồng làm Tán kỵ thường thị, Nghi đồng tam tư, Tương Châu thứ sử, Nghĩa Hưng quận công. Tướng nhà Lương là Hầu Điền tiến quân bức đến Giang Hạ, quân Bắc Tề bỏ thành mà chạy, Lục Pháp Hòa cùng anh em Tống Lị chạy vào Bắc Tề.
Văn Tuyên đế đã nghe về bản lĩnh kỳ dị của ông, 1 lòng muốn gặp, bày sẵn nghi trượng dành cho tam công, ở phía nam ngoài thành 20 dặm, đặt cung trướng nghênh tiếp. Lục Pháp Hòa trông xa thấy Nghiệp Thành, bèn xuống ngựa đi bước Vũ . Tân Thuận nói với ông: "Ngài còn cách thành muôn dặm, bệ hạ đã để trống lòng  mà đợi, vì sao phải dùng loại phương thuật này!?" Lục Pháp Hòa tay cầm lò hương, đi bộ theo xe đến quán xá.
Ngày hôm sau, Văn Tuyên đế triệu kiến, ban cho ông xe Thông hiển Du lạc võng , 100 vệ sĩ theo hầu. Khi thông báo danh tính trước điện, ông cũng không xưng quan tước, không xưng tên, chỉ tự xưng là Kinh Sơn cư sĩ. Văn Tuyên đế bày tiệc ở điện Chiêu Dương, đãi đằng Lục Pháp Hòa và bộ thuộc của ông, thưởng cho Lục Pháp Hòa trăm vạn tiền, 1 vạn tấm lụa, 1 tòa trạch viện, 100 khoảnh ruộng, 200 nô tì, ngoài ra còn có 1 lượng vật dụng đủ dùng dành cho hằng ngày. Thưởng cho Tống Lị 1000 tấm lụa, những người khác tùy theo chức vụ cao thấp mà ban thưởng khác nhau.
Lục Pháp Hòa phóng thích toàn bộ nô tì, tiền lụa đều đem bố thí, trong 1 ngày đã phân phát hết; đem tòa trạch viện sửa thành chùa thờ Phật, chỉ giữ lại 1 gian phòng cho mình, sinh hoạt bình thường như mọi người.
Trong thời gian 3 năm, Lục Pháp Hòa lại được nhiệm mệnh làm Thái úy, người đời vẫn gọi ông là cư sĩ. Ông không có bệnh, lại thông báo thời điểm chết của mình cho các đệ tử. Thời điểm đến, ông đốt nhang bái Phật, ngồi ở trên giường mà tịch. Đệ tử muốn rửa thấy để khâm liệm, thì thấy thi thể rút lại chỉ còn 3 thước. Văn Tuyên đế hạ lệnh mở quan tài để xem, thì thấy quan tài trống rỗng.

## Những dật sự khác

### Ở nước Lương
Khi quân đội của Lục Pháp Hòa đóng quân ở thành Bạch Đế, ông từng nói với mọi người: "Gia Cát Lượng có thể nói là bậc danh tướng vậy! Ta may mắn tìm thấy tung tích của ông ta. Ở mé phải của tòa thành này ông ta có chôn 1 hộc đầu mũi tên." Lục Pháp Hòa cắm cọc làm dấu, cho người đào lên tại chỗ ấy, quả nhiên tìm thấy.
Ông từng ở dưới một gốc đại thụ ở phía bắc Tương Dương, tìm được 1 khối đất, đường kính chừng 2 thước; cho đệ tử đào lên, phá ra thấy một con rùa, thân dài chừng 1 thước rưỡi. Lục Pháp Hòa dùng gậy gõ lên con rùa mà nói: "Mày muốn ra khỏi đây, không thể được như ý; nếu không gặp ta, sao còn thấy được mặt trời?" Vì vậy sau khi ông truyền thụ tam quy, con rùa mới chui vào bụi rậm mà đi mất.
Ban đầu, ở núi Bát Điệp có nhiều người bị bệnh, Lục Pháp Hòa làm thuốc để chữa, dùng thuốc không quá 3 ngày, đều khỏi hẳn. Họ đều xin bái ông làm thầy. Trong núi có nhiều độc trùng, mãnh thú, ông dạy họ cách phòng tránh, mọi người không bị làm hại nữa.
Khi Lục Pháp Hòa cưỡi thuyền dạo chơi trên sông hồ, hay neo thuyền lại bên những sườn núi, để lại tiểu ký, nói rằng đây là nơi phóng sinh. Người ta đến những chỗ ấy đánh bắt cá, vừa được một chút, lập tức xuất hiện sấm to gió lớn, khiến nhà thuyền sợ hãi bỏ cá mà đi, mưa gió mới thôi. Về sau ông soái lĩnh quân đội, vẫn cấm bộ hạ đánh bắt cá. Những ai lén trái lệnh, đến chiều nếu không bị mãnh thú ăn thịt, ắt cũng bị mất dây neo thuyền.
Có tên đệ tử nhỏ tuổi chơi đùa, chặt đầu một con rắn, sau đó đến gặp Lục Pháp Hòa. Ông hỏi: "Sao mày lại giết nó?" Rồi chỉ vào hắn, thì tên đệ tử chợt thấy có một cái đầu rắn đang cắn chặt vào trôn quần của mình không buông. Lục Pháp Hòa bảo tên đệ tử hãy sám hối, cái đầu rắn mới nhả ra.
Có người lấy bò để thử đao, 1 nhát là đầu rơi, sau đó đến gặp Lục Pháp Hòa. Ông nói: "Có một con bò bị chặt đầu đang đòi mạng anh rất gấp, nếu không sám hối, trong vòng 1 tháng, báo ứng sẽ đến." Người này không tin, không lâu sau, quả nhiên vô cớ mà chết.
Lục Pháp Hòa từng giúp người ta sắp đặt phòng ốc, tìm đất làm mộ để tránh họa cầu phúc. Ông từng nói với người nọ: "Chớ có buộc ngựa vào cối (giã gạo)." Người này cưỡi ngựa đến nhà người quen, bên cửa có một cái cối, nên buộc ngựa ở đấy mà vào nhà, sực nhớ lời dặn của Lục Pháp Hòa, quay trở ra để cởi dây, thì ngựa đã lăn ra chết rồi.
Lục Pháp Hòa từng xây dựng chùa Thọ Vương ở Bách Lý châu, rất hài lòng với Phật điện, nhưng lại đem xà trụ cắt ngắn đi 1 đoạn, nói: "40 năm sau, pháp nạn xảy ra, nơi này hoang vu, có thể tránh được tai vạ." Khi Tây Ngụy bình định Kinh Châu, cung thất đều bị tiêu hủy, người ta muốn lấy gỗ của Phật điện chùa Thọ Vương, nhưng hiềm rằng chúng quá ngắn, bèn thôi. Về sau Vũ đế diệt Phật, chùa Thọ Vương ở nước Trần, cũng tránh được pháp nạn.

### Ở nước Tề
Sau khi Lục Pháp Hòa mất, người ta tìm thấy trên vách phòng của ông có chữ, bị trát bùn lên che đi. Gỡ lớp bùn ra thì thấy viết rằng: "thập niên thiên tử vi thượng khả, bách nhật thiên tử cấp như hỏa, chu niên thiên tử đệ đại tọa" (tạm dịch: Làm vua 10 năm thì có thể, làm vua 100 ngày như bị lửa đốt, làm vua 1 năm thì thay nhau làm)
Lại viết rằng: "nhất mẫu sanh tam thiên, lưỡng thiên cộng ngũ niên" (tạm dịch: 1 mẹ sanh 3 vua, 2 vua trị vì cả thảy 5 năm). Có người giảng rằng: Lâu thái hậu sinh ra 3 hoàng đế, từ lúc Hiếu Chiêu đế lên ngôi, đến khi Vũ Thành đế truyền vị cho Hậu Chủ, cả thảy 5 năm.